# Reinar Hallik
Reinar Hallik (Narva, 5 gennaio 1984) è un ex cestista e allenatore di pallacanestro estone.

## Carriera
Con l'Estonia ha disputato i Campionati europei del 2015.

## Palmarès
- Coppa di Finlandia: 1

LrNMKY: 2008
- Coppa di Estonia: 4

Rakvere Tarvas: 2012